# Hockey Canada
Hockey Canada, tidigare Canadian Hockey Association (CHA), startades 1914 och är den styrande organisationen för ishockey i Kanada. Förbundet består av tretton medlemsförbund som i sig organiserar amatörishockey i respektive provins och/eller territorium.

## Medlemsförbund
Följande förbund är medlemmar inom HockeyCanada:
| Förbund                          | Provins/Territorium           |
| -------------------------------- | ----------------------------- |
| BC Hockey                        | British Columbia Yukon        |
| Hockey Alberta                   | Alberta                       |
| Hockey Eastern Ontario           | Östra Ontario.                |
| Hockey Manitoba                  | Manitoba                      |
| Hockey New Brunswick             | New Brunswick                 |
| Hockey Newfoundland and Labrador | Newfoundland och Labrador     |
| Hockey North                     | Northwest Territories Nunavut |
| Hockey Northwestern Ontario      | Nordvästra Ontario.           |
| Hockey Nova Scotia               | Nova Scotia                   |
| Hockey PEI                       | Prince Edward Island          |
| Hockey Québec                    | Québec                        |
| Ontario Hockey Federation        | Övriga Ontario.               |
| Saskatchewan Hockey Association  | Saskatchewan                  |

### Fotnoter
1. ↑  ”International Ice Hockey Federation”. http://www.iihf.com/iihf-home/countries/canada.html. Läst 18 september 2011.
2. ↑  ”Member branches”. HockeyCanada.ca. https://www.hockeycanada.ca/en-ca/corporate/contact/branches.